# St. Antonius Einsiedler und St. Vitus

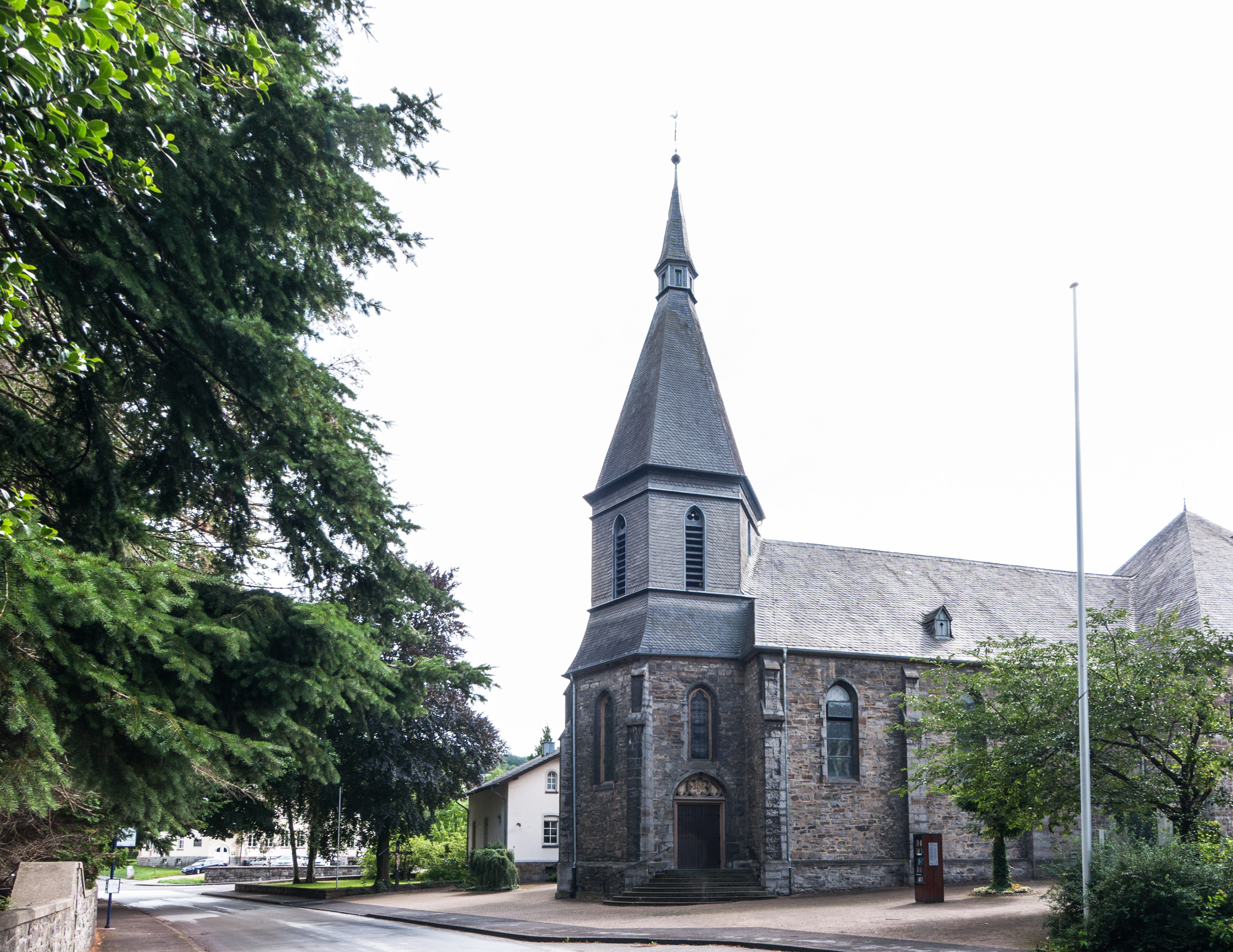
St. Antonius Einsiedler und St. Vitus

Die katholische Pfarrkirche St. Antonius Einsiedler und St. Vitus ist ein ortsbildprägendes Kirchengebäude in Herdringen, einem Stadtteil von Arnsberg im Hochsauerlandkreis (Nordrhein-Westfalen).

## Geschichte und Architektur
Die Vorgängerkirche wurde unter der Leitung von Arnold Güldenpfennig von 1883 bis 1884 errichtet. Der Chor und das Querhaus wurden abgebrochen.
Die heutige Kirche ist ein quadratischer Erweiterungsbau, der nach Plänen des Architekten Heinrich Stiegemann von 1962 bis 1963 mit trapezförmigen Chor gebaut wurde. Die Mauern aus Werkstein sind durch Lisenen und Bogenfenster gegliedert und ergeben ein traditionelles Bild. Die Satteldächer auf dem Chor und dem Langhaus gehen in das Zeltdach des neuen quadratischen Raumes über.
Im Innenraum treten die Grate der mit Holz verschalten Deckenschrägen vor. Der Chorraum wird nur von einer Seite belichtet. Die Farbverglasungen sind Arbeiten von Wilhelm de Graaff und Nikolaus Bette, sie wurden 1963 eingebaut. Die liturgische Ausstattung stammt von Heinrich Gerhard Bücker.

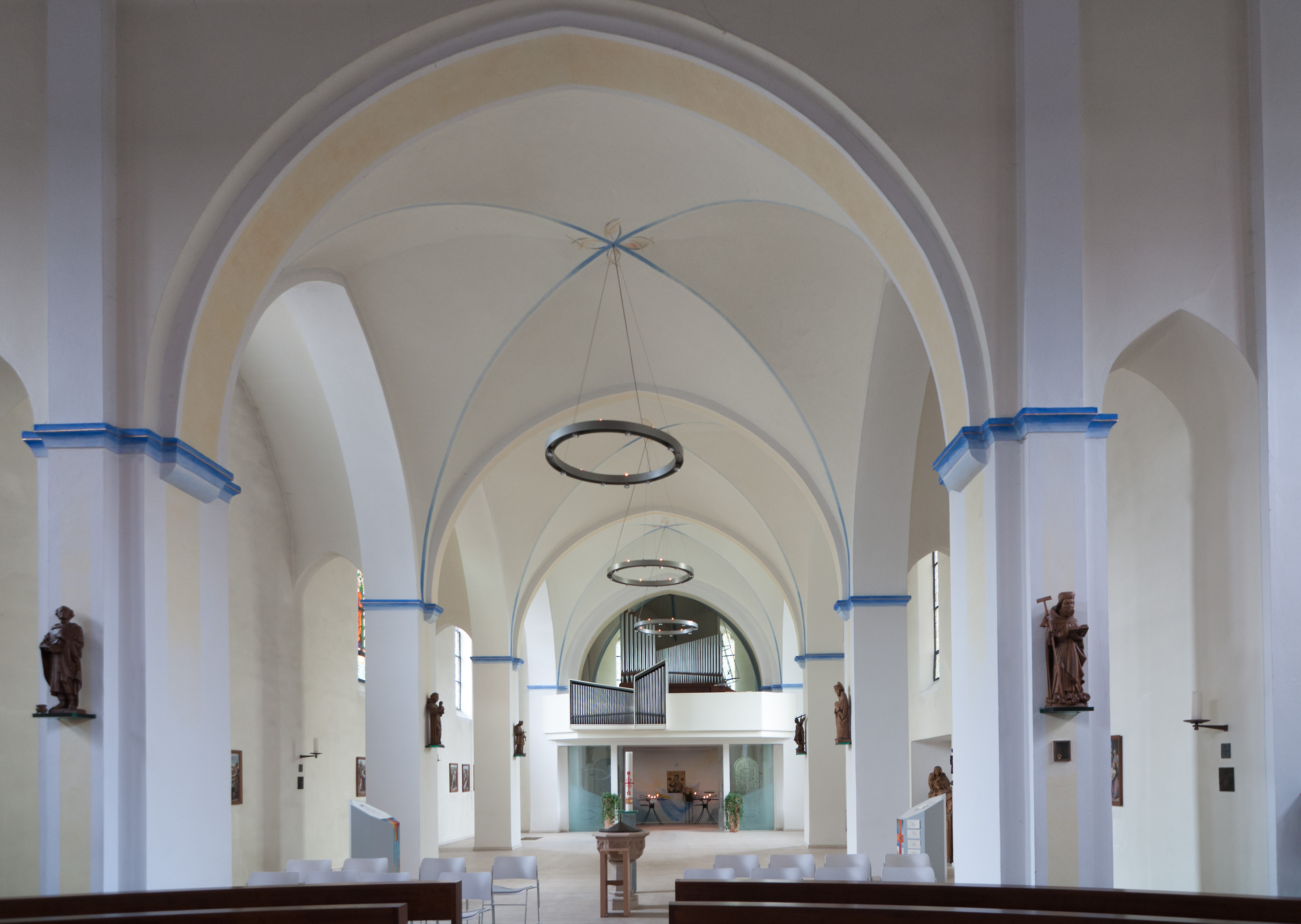
Langhaus mit Orgel
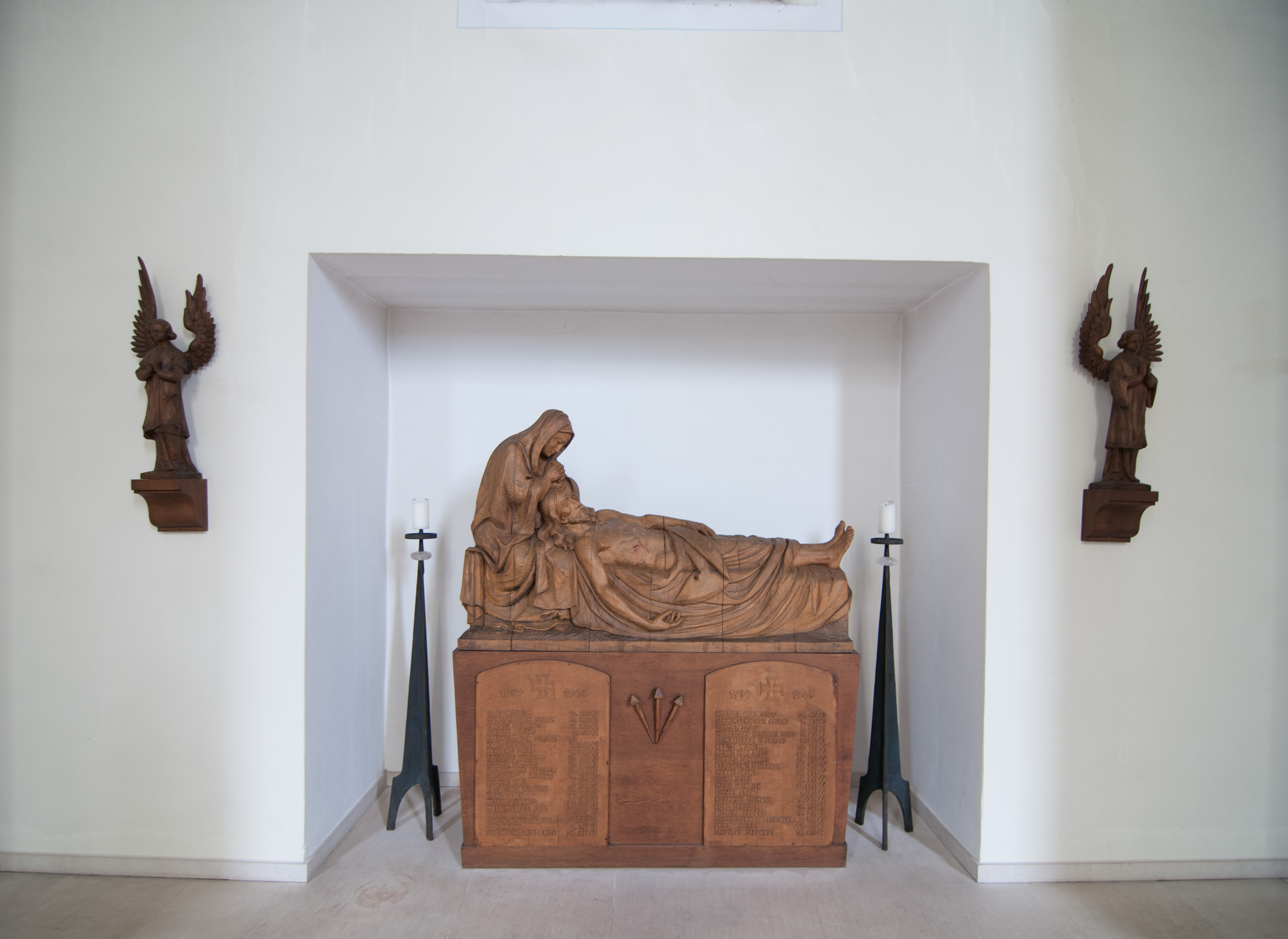
Erinnerung an die Gefallenen 1939–1945